# Velešice (Pačejov)
Velešice jsou vesnice, část obce Pačejov v okrese Klatovy v Plzeňském kraji. Nachází se asi 1,5 kilometru jihozápadně od Pačejova. Velešice leží v katastrálním území Velešice u Pačejova o rozloze 2,63 km².

## Historie
První písemná zmínka o vesnici pochází z roku 1382.

## Obyvatelstvo
| Rok            | 1869 | 1880 | 1890 | 1900 | 1910 | 1921 | 1930 | 1950 | 1961 | 1970 | 1980 | 1991 | 2001 | 2011 | 2021 |
| -------------- | ---- | ---- | ---- | ---- | ---- | ---- | ---- | ---- | ---- | ---- | ---- | ---- | ---- | ---- | ---- |
| Počet obyvatel | 365  | 369  | 331  | 313  | 317  | 332  | 297  | 224  | 204  | 183  | 129  | 98   | 89   | 72   | 71   |
| Počet domů     | 52   | 56   | 55   | 55   | 56   | 55   | 54   | 56   | 60   | 48   | 43   | 45   | 45   | 45   | 47   |

## Obecní správa
Při sčítání lidu v letech 1850–1899 Velešice byly osadou obce Pačejov v okrese Strakonice. V letech 1900–1963 byly samostatnou obcí, se kterým patřily nejprve do okresu Strakonice, ale v roce 1950 v okrese Horažďovice. Od roku 1964 jsou opět částí obce Pačejov v okrese Klatovy. V letech 1900–1963 k obci patřily Týřovice.